# Southwaite
Southwaite – przysiółek w Anglii, w Kumbrii, w dystrykcie (unitary authority) Westmorland and Furness. Leży 12 km na południowy wschód od miasta Carlisle i 409 km na północny zachód od Londynu.